# De l'art de dire des conneries
De l'art de dire des conneries (titre en anglais : On bullshit) est un essai écrit par le philosophe américain Harry Frankfurt. Publié tout d'abord sous forme d'article dans la revue littéraire Raritan en 1986, l'essai fut republié en tant que livre en 2005 sous le titre On Bullshit et obtint un grand succès dans la catégorie non-fiction aux États-Unis, occupant durant 27 semaines la liste des meilleures ventes (Best Seller List) publiée par le New York Times. Sa traduction française fut effectuée par Didier Sénécal en 2006.
Dans cet essai, Harry Frankfurt définit une théorie de la connerie, ou du baratin, selon les deux équivalents français de l'anglais bullshit choisis par Didier Sénécal. Il définit le concept et en analyse ses applications. En particulier, il établit une distinction entre dire des conneries et dire des mensonges. Alors qu'un menteur fera délibérément des déclarations fausses, le diseur de conneries sera simplement indifférent à la vérité. Dans le même ordre d'idées, un menteur a besoin de connaître la vérité pour mieux la cacher à l'interlocuteur, alors que le diseur de conneries, ne s'intéressant qu'à ses propres objectifs, n'en a pas nécessairement besoin. Ainsi, comme l'écrit Harry Frankfurt, « Les conneries sont un ennemi plus grand de la vérité que ne le sont les mensonges. » (en anglais : Bullshit is a greater enemy of the truth than lies are.).
L'auteur a utilisé l'essai On Bullshit comme base pour son livre suivant publié en 2006, On Truth (en) (De la vérité). Ce dernier livre a pour thème le désintérêt de la société pour la vérité.